# Miles Teg
Miles Teg es un personaje de ficción de la saga de Dune del escritor Frank Herbert.

## Sobre el personaje

### Herejes de Dune
Miles Teg es presentado como el Bashar Supremo de la Hermandad Bene Gesserit. Su madre, Janet Roxbrough, una Bene Gesserit, le enseñó algunos de los conocimientos de la Hermandad antes de que fuera enviado a Lampadas para entrenarse como Mentat.
Fue torturado por las Honoradas Matres con la "sonda-T", usada para capturar y analizar los pensamientos. Era capaz de moverse más rápido de lo que el ojo podía percibir y dado el increíble costo energético, tenía que consumir grandes cantidades de carbohidratos. Al final del libro, Miles Teg se sacrifica en Rakis.

### Casa capitular Dune
En Casa Capitular Dune, Miles Teg fue recreado como ghola por la Bene Gesserit. En este libro (el sexto) el joven Miles Teg es entrenado por la pareja que forman el ghola Duncan Idaho y la Honorada Matre Murbella, prisionera de la Bene Gesserit, para convertirlo en un superghola y recuperar la memoria del asesinado Miles Teg, muerto en Rakis (Dune, Arrakis). Las necesidades apremiantes de la guerra entre las Bene Gesserit y las Honoradas Matres obligan a "imprimarlo" (o sea prepararlo) antes de tiempo. Para esto se debe hacer pasar al ghola por un proceso de dolor físico y mental o una situación altamente traumática, y para ello la Madre Superiora de la Bene Gesserit, Darwi Odrade (que a la sazón es su hija) decide, con la anuencia de Idaho, iniciarlo sexualmente, siendo el ghola Teg un niño de ocho años. Para ello, se utiliza como Imprimadora a Sheanna, una de las descendientes Fremen-Atreides de la Casa Real y exiliada del destruido Dune. El proceso tiene éxito y las memorias del legendario Bashar son restauradas. Se le da la misión de preparar las últimas fuerzas de combate que cuentan las Bene Gesserit y preparar un plan de ataque devastador para aniquilar a las Honoradas Matres u obligarlas a huir. Idaho prepara armas y tecnologías sofisticadas para la guerra y luego de redondear un ingenioso plan y exponerlo a la Bene Gesserit, el jovencísimo Bashar inicia el combate. Ataca y recupera el planeta Gammu (el viejo Giedi Prime, el infierno Harkonnen) y luego se dirige con sus fuerzas al Planeta Conexión, cuartel general de las Honoradas Matres y antiguo planeta de la Cofradía Espacial. El asalto es rápido y potente, tanto que Miles Teg comienza a sospechar en una trampa, más cuando la Gran Honorada Matre es asesinada por una de sus Grandes Damas, y el consejo de las Honoradas Matres cae en manos de las tropas de Teg; ocurre un desastre impensado... las Honoradas Matres acaban con gran parte de las fuerzas de la Bene Gesserit y toman prisionero al niño-Bashar Teg, utilizando la misteriosa arma del "último recurso", un veneno selectivo que aniquila las fuerzas del legendario Bashar. Sin embargo, la situación es un empate: las Bene Gesserit se quedan sin fuerzas defensoras y las Honoradas Matres a merced del resto de las fuerzas de Teg, que rodean el planeta. Interviene aquí Murbella, que pasó por el entrenamiento Bene Gesserit y es ahora una Reverenda Madre (y la Reverenda Madre Superiora tras la muerte de Odrade), siendo también una Honorada Matre. Murbella quiere unir la lógica y las capacidades únicas de la Bene Gesserit y las salvajes, aunque humanas pasiones, de las Honoradas Matres y crear un nuevo orden universal y restablecer los equilibrios de lógica y pasión humanas. Teg es liberado y pronto se pone al servicio de esta nueva líder de la humanidad.

## Referencia bibliográfica
- Frank Herbert, Herejes de Dune. Ediciones Debolsillo: Barcelona, 2003. ISBN 978-84-9759-731-9
- Frank Herbert, Casa Capitular Dune. Ediciones Debolsillo: Barcelona, 2003. ISBN 9788497597708

- Datos: Q955352